# Ayodhya

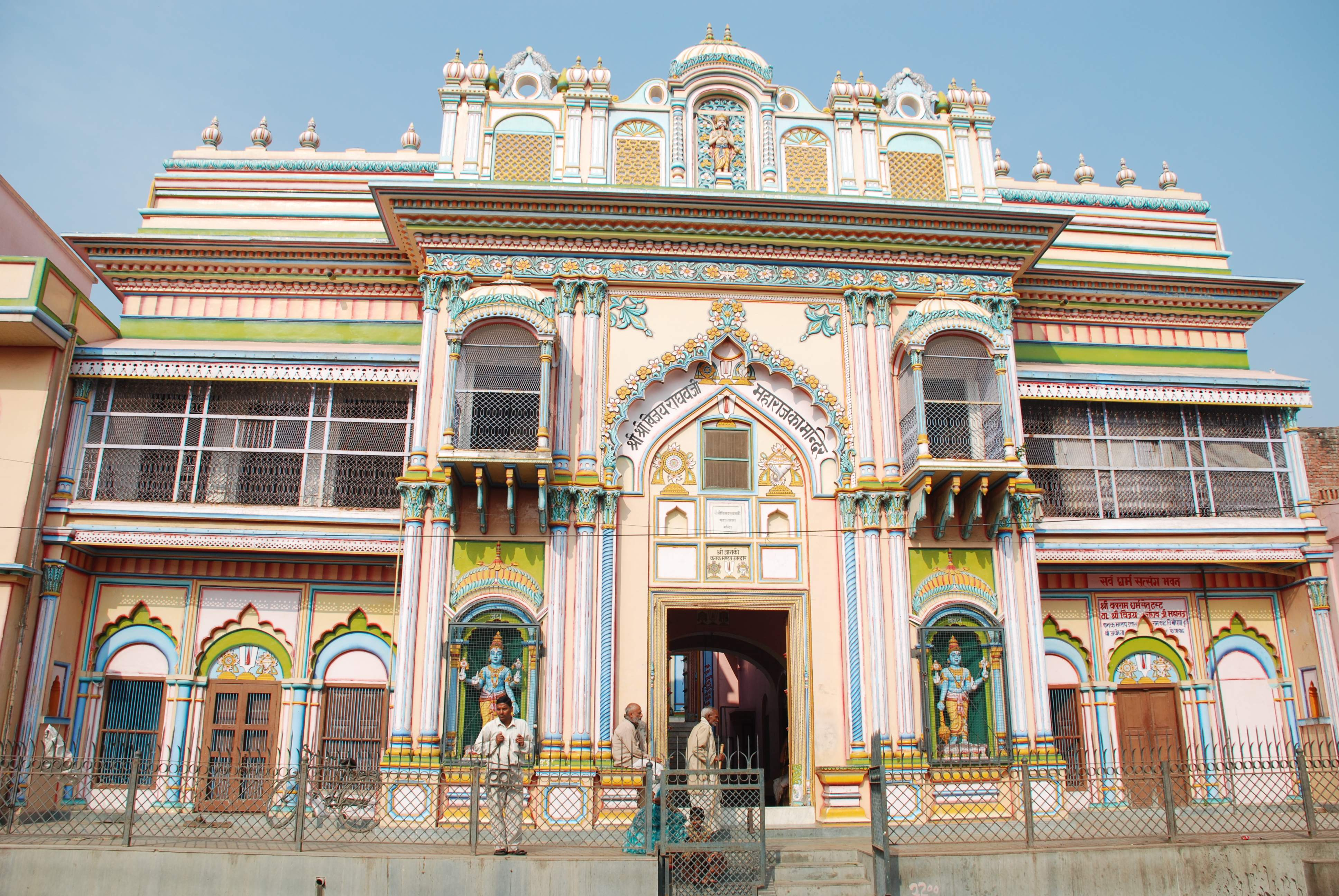
Vijayraghav-Tempel

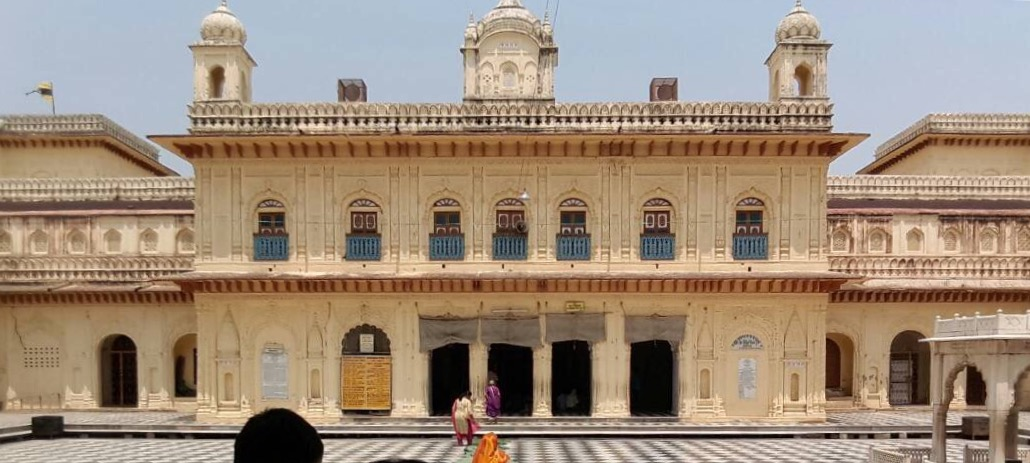
Khanak-Bawan-Tempel

Ayodhya (Hindi: अयोध्या, Ayodhyā) ist eine geschichtsträchtige Stadt im Norden Indiens mit etwa 60.000 Einwohnern. Die alte Hauptstadt von Awadh (Oudh) liegt im Distrikt Ayodhya des Bundesstaates Uttar Pradesh und zählt zu den sieben heiligen Orten des Hinduismus, da dort der Gott Rama geboren sein soll. Ayodhya bildet mit der nur ca. 7 km entfernten Nachbarstadt Faizabad eine gemeinsame kommunale Selbstverwaltung (Hindi: Nagar Palika Parishad, englisch joint municipal board).

## Lage und Klima
Die Stadt Ayodhya liegt in der fruchtbaren Gangesebene auf dem Südufer des Flusses Ghaghara in einer Höhe von ca. 95 m. Das Klima ist warm bis heiß; Regen (ca. 1135 mm/Jahr) fällt ganz überwiegend während der sommerlichen Monsunzeit.

## Bevölkerung
Ca. 93 % der Einwohner sind Hindus und ca. 6 % sind Moslems; der Rest entfällt auf Sikhs, Buddhisten, Jains und Christen. Männer machen ca. 60 % der Einwohner aus; nur ca. 40 % sind Frauen.

## Geschichte
Bereits der alte Name der im 5./6. Jahrhundert v. Chr. entstandenen Stadt lautete Ayodhya, was soviel bedeutet wie „unbesiegbar“ oder „uneinnehmbar“. Spätere Quellen nannten sie Saketa. Unter den Moguln, die hier im Jahr 1528 die – später noch veränderte – Babri-Moschee erbauten, setzte sich langsam die Bezeichnung Oudh oder Oude durch, die von den Briten im Jahr 1816 übernommen wurde. Von 1722 bis 1740 war Ayodhya die Hauptstadt eines unabhängigen Fürstenstaats, dessen Hauptstadt später in das benachbarte Faizabad bzw. nach Lucknow verlegt wurde.
Die Babri-Moschee wurde nach jahrelangen Konflikten am 6. Dezember 1992 von fanatischen Hindus zerstört (siehe: Tempel-Moschee-Kontroverse von Ayodhya); am 5. August 2020 wurde von Ministerpräsident Narendra Modi der Grundstein eines neuen Ram-Tempels gelegt, der am 22. Januar 2024 eingeweiht wurde.

## Sehenswürdigkeiten
Trotz des hohen Alters und der religiösen Bedeutung der Stadt sind nahezu alle Sehenswürdigkeiten neueren Datums. Architektonisch sind sie von den Mogulbauten und von kolonialzeitlicher britisch-indischer Architektur beeinflusst.
- Hauptattraktion der Stadt sind die Ghats (Ram ki Paidi) am Ufer der Ghaghara.
- Der prismenartig geformte Brahma Kund ist ein mittelalterlicher Tempelteich und/oder ein Stufenbrunnen.
- Das von 4 Bastionen gerahmte Hanuman Garhi Fort liegt im Stadtzentrum und stammt aus der Mogulzeit.
- Der dem Gott Shiva geweihte Nageshwarnath Temple ist ein bunt bemalter Tempelbau aus der Mitte des 18. Jahrhunderts.
- Auch der Sri Vijayaraghavaji Temple und der Kanak Bhawan Temple entsprechen eher dem neuzeitlichen Geschmacksempfinden.

## Söhne und Töchter der Stadt
- Anushka Sharma (* 1988), Schauspielerin